# Paul Kleinert
Paul Kleinert (* 23. September 1839 in Vielguth, Provinz Schlesien; † 29. Juli 1920 in Berlin) war ein protestantischer Theologe.

## Leben
Kleinert studierte von 1854 bis 1857 an der Schlesischen Friedrich-Wilhelms-Universität Breslau und der Friedrichs-Universität Halle. 1851 wurde er Diakon in Oppeln. 1859 wurde er Mitglied der Burschenschaft Arminia Breslau, 1878 Ehrenmitglied des Berliner Wingolf. Ab 1863 war er Lehrer am Friedrich-Wilhelms-Gymnasium (Berlin). 1864 wurde er Privatdozent an der Friedrich-Wilhelms-Universität zu Berlin, 1868 a. o. Professor und 1877 o. Professor für Altes Testament und Praktische Theologie. Er lehrte auch nach seiner Emeritierung bis 1918. Für das akademische Jahr 1885/86 wurde Kleinert zum Rektor der Universität gewählt. In seiner Antrittsrede befasste er sich mit dem Antheil der Universität an der Vorbildung für's öffentliche Leben.
Kleinert gehörte zu den Theologen der ausgleichenden Richtung. Von 1873 bis 1891 gehörte er dem brandenburgischen Konsistorium an, 1894 wurde er zur Bearbeitung der Agende als Oberkonsistorialrat in den altpreußischen Evangelischen Oberkirchenrat berufen. Er war zudem von 1898 bis 1912 Ephorus des evangelisch-theologischen Konvikts Johanneum.

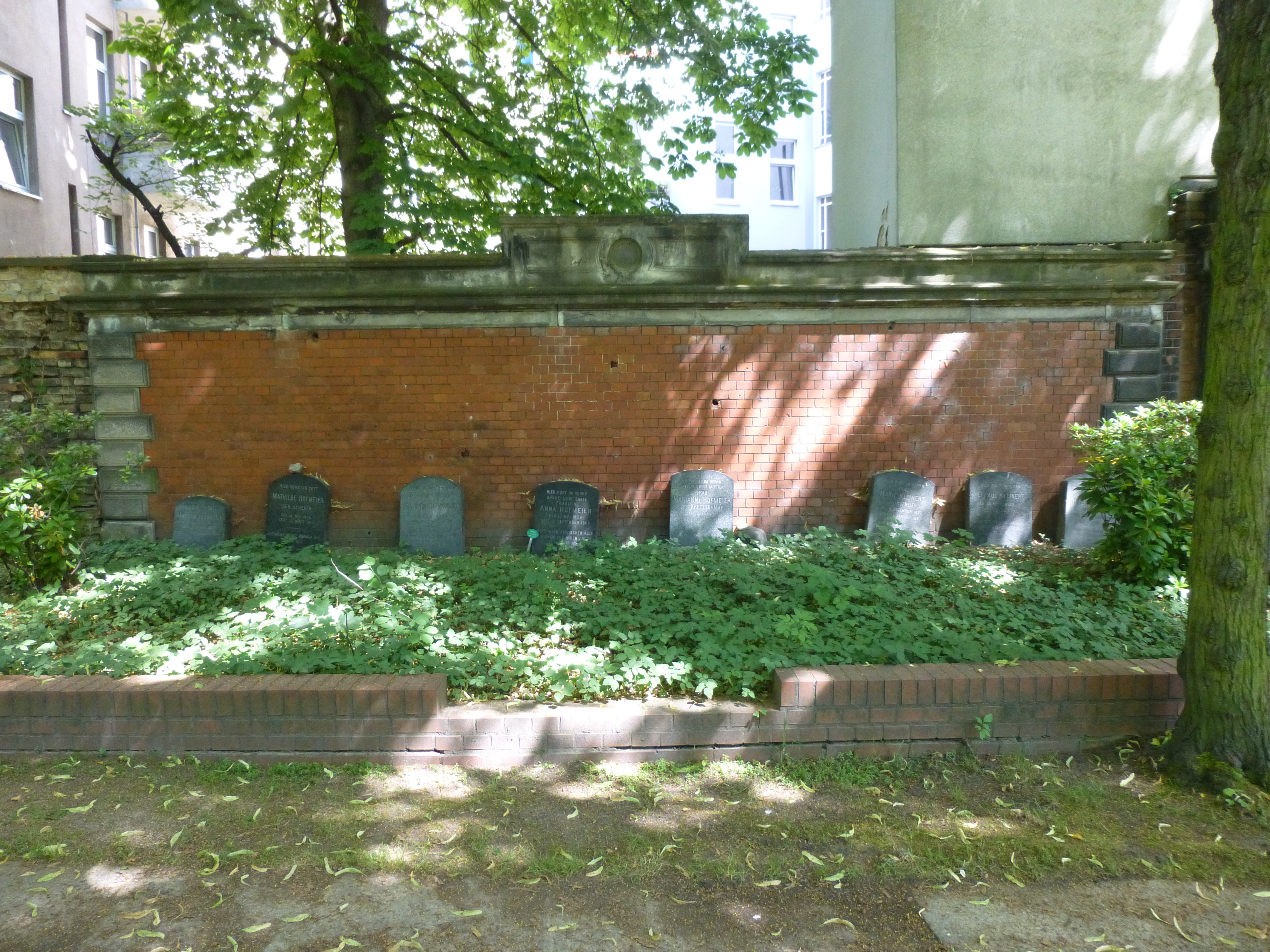
Alter St.-Matthäus-Kirchhof Berlin, Familiengrab Paul Kleinert

Paul Kleinert wurde auf dem alten St.-Matthäus-Kirchhof beerdigt.
Unter den Nachfahren der Familie Paul Kleinerts sind der Physiker und Universitätsprofessor Hagen Kleinert und der Schriftsteller, Übersetzer und Herausgeber Paul Alfred Kleinert.

## Ehrungen
- Charakter (Titel) als Wirklicher Geheimer Oberkonsistorialrat[4]

## Schriften
- Obadjah-Zephanjah wissenschaftlich und für den Gebrauch der Kirche dargestellt. 2. Auflage 1893
- Ueber das Buch Koheleth. (Berlin, 1864)
- Augustin und Goethes Faust. (1866)
- Das Deuteronomium und der Deuteronomiker. (1872)
- Untersuchungen zur alttestamentlichen Rechts- und Litteraturgeschichte. (1872)
- Abriss der Einleitung zum alten Testament in Tabellenform. (1878)
- Luther im Verhältnis zur Wissenschaft und ihrer Lehre. (1883)
- Abhandlungen zur christlichen Kultus- und Kulturgeschichte. (1889)
- Der preussische Agendenentwurf. (1894)
- Selbstgespräche am Kranken- und Sterbelager. (1896)
- Die Propheten Israels in sozialer Beziehung. (1905)
- Homiletik. (1907)
- Musik und Religion. (1908)